# John Sheahan
John Sheahan (Dublin, 19 de mayo de 1939) es un músico y compositor irlandés. Se unió a The Dubliners en 1964 y tocó con ellos hasta 2012, cuando el nombre de The Dubliners se retiró tras la muerte del miembro fundador Barney McKenna. Desde junio de 2022, es el último miembro superviviente de la formación definitiva de The Dubliners.

## Primeros años y aprendizaje musical
John Sheahan nació en Dublín el 19 de mayo de 1939. Su padre, natural de Glin (condado de Limerick), era miembro de la Garda Síochána (policía irlandesa) destinada en Dublín. Es sobrino nieto de Patrick Sheahan, policía metropolitano de Dublín, que en 1905 murió al intentar salvar la vida de un trabajador de una tubería que había sido alcanzado por exhalaciones tóxicas en una alcantarilla de la calle Hawkins de Dublín, donde hoy se erige una estatua conmemorativa.
Fue a la escuela local de los Hermanos Cristianos en Marino, Dublín, donde recibió su primera educación musical, aprendiendo el silbato de hojalata. Esta experiencia la compartió con Paddy Moloney, que más tarde fundaría The Chieftains, y Leon y Liam Rowsome, hijos del gaitero Leo Rowsome. Cuando tenía unos doce años empezó a interesarse activamente por la música y pronto trasladaría los conocimientos musicales adquiridos con el silbato a un violín que encontró por casa. Apoyado y animado con entusiasmo por sus padres, asistió a la Escuela Municipal de Música (hoy conocida como Instituto de Tecnología de Dublín), donde estudió violín clásico durante más de cinco años.
Durante este tiempo siguió manteniendo su interés por la música tradicional irlandesa, lo que a veces le llevaba a improvisar sobre los clásicos introduciendo algunos adornos. Sin embargo, Sheahan siguió aplicando la técnica clásica a su interpretación tradicional, lo que acabaría por desarrollar su estilo único, que le valió varios premios en diversos feiseanna (festivales de música, danza, poesía y literatura tradicionales irlandesas). Su interés por la música bluegrass fiddle americana también influyó en su estilo, como puede escucharse en melodías como "Flop Eared Mule" (también llamada "Donkey Reel"), grabada con The Dubliners en 1968, 1969 y 1983.

## The Dubliners
Sheahan tocó con varias bandas por todo el país hasta que conoció a The Dubliners a principios de los años sesenta. En aquella época, el grupo estaba formado por Ronnie Drew, Barney McKenna, Ciarán Bourke y Luke Kelly. Se unió a la banda en 1964, junto con Bobby Lynch. Ambos músicos tocaban en los intervalos de los conciertos y solían quedarse en el escenario durante la segunda mitad del espectáculo. Cuando Luke Kelly se trasladó a Inglaterra en 1964, Lynch fue contratado como su sustituto temporal; cuando Kelly regresó en 1965, Lynch dejó la banda y Sheahan se quedó. Es el único miembro de los Dubliners que ha recibido una educación musical formal.
Después de 50 años tocando y tras la muerte del miembro fundador Barney McKenna, en otoño de 2012, Sheahan anunció la retirada de The Dubliners al finalizar la gira del 50 aniversario. La última formación de la banda contaba con el propio Sheahan, Sean Cannon, Eamonn Campbell, Patsy Watchorn y Gerry O'Connor.

## Carrera posterior
En 2013 Sheahan se fue de gira con Jane y Shane por Dinamarca tocando música clásica y algunas jigs irlandesas famosas como The Irish Washerwoman. También participó en algunas sesiones informales en pubs de Dublín con otros músicos irlandeses y el hermano de Luke Kelly, Jim Kelly. En abril de 2013 tuvo su propio documental en RTÉ sobre su vida y carrera con The Dubliners el programa se titula John Sheahan - A Dubliner. En mayo, fue a la escuela primaria de Dundalk para hablar de su carrera con The Dubliners. En octubre de 2013, Sheahan estuvo en The Late Late Show de RTÉ con Paddy Moloney de The Chieftains e interpretaron juntos una giga con el tin whistle. Sheahan dijo que estaba trabajando en un álbum en solitario que contendría una colección de composiciones no grabadas que había escrito en los últimos 50 años y que estaba preparando un libro con su poesía. Tocó en Templebar Tradfest, en el Ayuntamiento de Dublín, en enero de 2014.
En abril de 2014, Sheahan fue galardonado con dos Irish Film and Television Awards por el documental para televisión John Sheahan - A Dubliner. El 10 de abril de 2014 Sheahan formó parte del Ceiliúradh en el que él y otros músicos irlandeses actuaron en el Royal Albert Hall con motivo de la visita presidencial irlandesa al Reino Unido. Cantó una estrofa de "The Auld Triangle" y tocó el violín para acompañar a otros músicos. En junio de 2014 actuó en un concierto especial en Dublín para recaudar fondos a favor de la fibrosis quística. En septiembre de 2014, actuó con la Orquesta de Conciertos de RTÉ dirigida por Gearoid Grant, en directo en Meeting House Square para la Noche de la Cultura 2014.

## Otras contribuciones
Componer su propia música ha sido uno de los intereses de Sheahan durante muchos años. En la década de 1980, obtuvo un gran éxito en las listas de éxitos con "The Marino Waltz", que alcanzó el número 4 en Irlanda. Posteriormente, la melodía fue versionada por otros muchos artistas, a lo que siguió la publicación de un álbum de piezas instrumentales originales, escritas y grabadas junto al guitarrista clásico Michael Howard. El álbum, titulado "In Our Own Time", se publicó en 1987. Otro álbum, íntegramente de composiciones de Sheahan, se publicó en 2008 con el título "The Marino Suite" y cuenta con la Young European Strings Chamber Orchestra como conjunto de apoyo a su interpretación del violín.
Sheahan ha colaborado como invitado en varios álbumes. Entre los artistas y grupos con los que ha trabajado figuran:
- Mary Black
- Kate Bush
- Sinéad O'Connor
- U2
- The Pogues
- Shane MacGowan
- Ronan Keating
- Fil Campbell
- Cherish the Ladies
- Liam Clancy
- Danú
- Ronnie Drew
- Danny Doyle
- Dublin City Ramblers
- Damien Dempsey
- Declan O'Rourke
- Foster & Allen
- Finbar Furey
- The Fureys
- Andy Irvine
- Jim McCann
- Daniel O'Donnell
- Paddy Reilly
- Ralph McTell
- André Rieu
- Terence Trent D'Arby
- Patsy Watchorn
- Whipping Boy
- Glen Hansard